# أوزان أكبابا
أوزان أكبابا (بالتركية: Ozan Akbaba)‏ هو ممثل تركي. ولد في 9 يونيو 1982 في قارص في تركيا.

## روابط خارجية
- أوزان أكبابا على موقع IMDb (الإنجليزية)
- أوزان أكبابا على موقع ألو سيني (الفرنسية)
- أوزان أكبابا على موقع قاعدة بيانات الفيلم (الإنجليزية)